# Chasseurs de dragons (film)
Chasseurs de dragons (Nederlandse titel: Drakenjagers) is een Franse/Duitse/Luxemburgse computeranimatiefilm uit 2008 gebaseerd op de gelijknamige Franse animatieserie. De film speelt zich jaren voor de televisieserie af en de opbouw van het verhaal is een queeste.

## Verhaal
We zien in het begin een wereld bestaande uit vliegende eilanden. In die wereld leven de kasteelheren gescheiden in grote burchten van de andere bewoners op hun eilanden. Op zo'n eiland zien we dan hoe een draak een dorp vernietigt waarbij alleen een kind het overleeft. Vervolgens speelt deze film zich een aantal jaren later af. In een burcht wonen de blinde burchtheer Arnold, zijn nichtje Zoë, de secretaris Gildas en de ridders. Het blijkt echter dat er om de 20 jaar een gigantische draak genaamd de Bouffe Monde (Nederlands: Wereldverslinder) wakker wordt die alles op zijn pad verwoest waarna de draak weer gaat slapen. Wanneer de draak wakker wordt, beginnen dieren te praten en ridders die het willen doden, worden gek. Het meisje Zoë droomt ervan om drakenjager te worden en haar oom Arnold stuurt intussen tevergeefs zijn ridders om de draak te doden. Hierna besluit Heer Arnold om het slot voor te bereiden op de komst van de draak, want hij kan het niet zelf bevechten omdat de draak hem blind maakte. Zoë besluit om haar held, een mythische drakenjager, te gaan zoeken.
Ondertussen zien we de 2 zwervers Qwizdo en Lian-Chu samen met hun tamme draak Hector een draak doden. Qwizdo is het brein omdat hij onder andere kan lezen en schrijven wat zeldzaam is in die wereld. Lian-Chu doodt de draken en Hector helpt hem als een soort schildknaap. De jagers zijn beginners waardoor het vrij slordig gebeurt. Ze worden vervolgens uitgelachen door hun klanten waarna ze niet betaald krijgen. Hierna snauwt Qwizdo Lian-Chu af onder andere omdat hij breit wat Qwizdo niet gepast vindt voor een jager. Hierna zondert Lian-Chu zich even af. Vervolgens zien we in een flashback dat Lian-Chu het kind was dat de aanval op het dorp overleefde en dat hij vervolgens in zijn vroegere huis de breinaalden van zijn moeder aantrof. Nadat Qwizdo en Lian-Chu het bijleggen, dromen ze ervan om ooit een boerderij te hebben. Dit wordt echter onderbroken doordat ze een klein meisje horen gillen omdat ze achternagezeten wordt door 2 draken. Lian-Chu loopt ernaartoe en doodt de draken. Het meisje blijkt Zoë te zijn en ze neemt Qwizdo, Lian-Chu en Hector mee naar haar oom Heer Arnold denkende dat het ridders zijn die de draak kunnen doden. Heer Arnold stuurt Zoë echter weg, maar besluit om Lian-Chu op de draak af te sturen helemaal in het Westen voor een grote beloning. Lian-Chu herkent dankzij de beschrijving van Heer Arnold de Bouffe Monde als de draak die zijn dorp verwoestte. Hierop vertrekken Lian-Chu, Qwizdo en Hector naar de draak en Zoë gaat stiekem met hen mee tegen de zin van Qwizdo. Vervolgens gaan ze op weg en Qwizdo probeert voortdurend Zoë achter te laten, maar Lian-Chu verhindert dit. Onderweg vechten ze tegen verscheidene draken waarna Qwizdo en Zoë zich verzoenen. Uiteindelijk blijkt de Bouffe Monde een groot (150 meter hoog) levend skelet met vlammende ogen. Lian-Chu doodt vervolgens de draak door zijn moeder's breinaalden in de ogen van de draak, zijn enige zwakke plek, te werpen waarna de draak ontploft.
Na de dood van de Bouffe Monde zijn de neveneffecten terug hersteld. Heer Arnold kan bijvoorbeeld weer zien. Qwizdo en Lian-Chu dromen op de terugweg weer van een boerderij. Op het kasteel lacht Heer Arnold hen echter uit, want hij gelooft niet dat zij de draak gedood hebben. Woedend stuurt hij Zoë naar haar kamer. Hierop begint Qwizdo een tirade tegen Heer Arnold, maar hij stuurt Qwizdo, Lian-Chu en Hector zonder beloning buiten. Zoë loopt hen echter achterna, want ze besluit om weg te lopen met hen. Zoë heeft ook stiekem een zak goud meegenomen als beloning om de Bouffe Monde te doden zodat ze een boerderij kunnen beginnen.

## Stemverdeling

### Franstalige stemmen
- Patrick Timsit als Gwizdo
- Vincent Lindon als Lian-Chu
- Marie Drion als Zoë/Zoria
- Philippe Nahon als Seigneur (Heer) Arnold
- Amanda Lear als Gildas
- Jeremy Prevost als Hector
- Philippe Spiteri als Lensflair, een ridder van Arnold
- Christian Pelissier als Gros Jean, hoofd van de dorpelingen

### Nederlandstalige stemmen
- Gert-Jan Mulder als Qwizdo[1][12]
- Bas Keijzer als Lian-Chu[1][12]
- Magali Lybeert als Zoë/Zoria[1][12]
- Ewout Genemans als Hector[1][12]

## Achtergrond

### Productie
Het eerste seizoen van de animatieserie liep oorspronkelijk in 2004. Het tweede seizoen van de animatieserie liep origineel van 2007 tot 2008. Het animeren van beide seizoenen werd door Futurikon gedaan.
De film ontstond door een samenwerking tussen Arthur Qwak, de bedenker van de animatieserie, en Guillaume Ivernel. De productie van de film liep 6 maanden van eind 2007 tot 2008. De animatieserie was in 2D, maar er werd gekozen om een 3D-film te maken zodat het universum waarin de film zich afspeelt realistischer zou worden. De decors werden deels geproduceerd door het Luxemburgse Luxanimation. De film werd deels geanimeerd door het Duitse Trixter Productions. De rest van de decors en de animatie is het werk van de Franse bedrijven Mac Guff Ligne en Futurikon. Er werd gekozen om de bewegingen van de monden aan te passen naar de Engelse taal omdat Fransen toch gewend zijn hieraan door de grote hoeveelheid Engelstalige animatiefilms.

### Muziek
De soundtrack werd gecomponeerd door de Duitse filmcomponist Klaus Badelt. Het album werd door Skylark Sound Studios uitgebracht op 5 april 2008 . Hieronder volgen de nummers. Naast dit album verscheen er ook nog het nummer Lotus van de Japanse groep Jalan Jalan in de film.
| Nr. | Titel                       | Duur |
| --- | --------------------------- | ---- |
| 1   | "Preamble"                  | 0:40 |
| 2   | "Childhood"                 | 1:16 |
| 3   | "Opening"                   | 2:31 |
| 4   | "Smoldering Knight"         | 1:14 |
| 5   | "Mamular Fight"             | 2:35 |
| 6   | "Lian Chu Flashback"        | 2:31 |
| 7   | "Jimbob Dragons"            | 2:02 |
| 8   | "Castle Arrival"            | 1:45 |
| 9   | "Armored Room"              | 3:03 |
| 10  | "Red Cloud"                 | 1:16 |
| 11  | "West Side Bridge"          | 2:18 |
| 12  | "Bedtime Story"             | 0:57 |
| 13  | "Gate"                      | 1:14 |
| 14  | "Stinky Forest"             | 2:05 |
| 15  | "End of the World"          | 1:24 |
| 16  | "Bats"                      | 0:58 |
| 17  | "Herding Sheep"             | 2:23 |
| 18  | "Herding Part 2"            | 1:20 |
| 19  | "Gwizdo Scolded"            | 1:30 |
| 20  | "Step Off"                  | 1:10 |
| 21  | "Jet Dragons"               | 4:38 |
| 22  | "Zoe's Death"               | 1:47 |
| 23  | "Cemetary World"            | 2:30 |
| 24  | "World Gobbler"             | 2:38 |
| 25  | "World Gobbler's Death"     | 4:13 |
| 26  | "Bunnies"                   | 2:57 |
| 27  | "Leaving the Castle"        | 2:05 |
| 28  | "Leaving the Castle Part 2" | 1:52 |
| 29  | "End Credits"               | 1:09 |
| 30  | "End Credits Part 2"        | 4:39 |

### Homemedia
Op 5 november 2008 verscheen deze film op dvd en blu-ray. Later op 23 juni 2009 verscheen deze film nogmaals op dvd en blu-ray.

## Prijzen en nominaties
| Jaar | Prijs                                               | Categorie    | Uitslag     |
| ---- | --------------------------------------------------- | ------------ | ----------- |
| 2008 | Festival international du film d'animation d'Annecy | Best Feature | Genomineerd |

## Chronologie met de animatieserie
In de aflevering Le maître du dragon (seizoen 2) blijkt dat de jagers na de gebeurtenissen in deze film in de herberg kwamen wonen. Het meisje Zoë wordt geadopteerd door de herbergierster Jeanneline waarna ze haar naam verandert in Zoria en wordt getraind door Lian-Chu tot een drakenjager.
In de aflevering La conjonction des trois lunes (seizoen 1) zie je de voorgeschiedenis van Lian-Chu. Tijdens een bepaalde astronomische gebeurtenis verwoest een draak het dorp op hetzelfde eiland en doodt iedereen. Later wordt het dorp herbouwd door anderen. De jager Lian-Chu overleefde dit als kind en verloor zo zijn familie waarop hij in een weeshuis terechtkwam en Qwizdo ontmoette. In diezelfde aflevering keert Lian-Chu terug en beschermt hij de bewoners van het nieuwe dorp tegen de draak. Hier klopt de film niet omdat het een andere draak is dan de wereldverslinder.